# Adulis (geslacht)
Adulis is een geslacht van vlinders uit de familie van de snuitmotten (Pyralidae).

## Soorten
Deze lijst van 2 stuks is mogelijk niet compleet.
- A. distrigalis (Ragonot, 1891)
- A. serratalis (Ragonot, 1891)